# Ngô Minh Tiến
Ngô Minh Tiến (sinh năm 1962) là Thượng tướng Quân đội nhân dân Việt Nam. Ông nguyên là Phó Tổng tham mưu trưởng Quân đội nhân dân Việt Nam. Ông từng là Phó Bí thư Đảng ủy Quân khu, Tư lệnh Quân khu 1 và Đại biểu Quốc hội Việt Nam khóa XIII thuộc đoàn đại biểu tỉnh Bắc Giang.

## Tiểu sử
Ông sinh ngày 7 tháng 10 năm 1962 quê quán xã Lãng Sơn, huyện Yên Dũng, tỉnh Bắc Giang. (chỗ ở hiện nay: thôn Cẩm Lang, xã: Tiên Nha, huyện Lục Nam, Tỉnh Bắc Giang)
Ngày 4 tháng 10 năm 1982, Ngô Minh Tiến gia nhập Đảng Cộng sản Việt Nam.
Ông từng giữ chức vụ Chỉ huy trưởng Bộ Chỉ huy Quân sự tỉnh Bắc Giang, Quân khu 1.
Tháng 3 năm 2015, ông được bổ nhiệm giữ chức Phó Tư lệnh Quân khu 1.
Ngày 15 tháng 4 năm 2015, ông được phong quân hàm Thiếu tướng.
Tháng 5 năm 2016, ông được bổ nhiệm giữ chức Tư lệnh Quân khu 1, Phó Bí thư Đảng ủy Quân khu.
Tháng 3 năm 2018, ông được bổ nhiệm giữ chức Phó Tổng tham mưu trưởng Quân đội nhân dân Việt Nam.
Tháng 5 năm 2019, ông được phong quân hàm Trung tướng Quân đội nhân dân Việt Nam.
Tháng 5 năm 2022, ông được thăng quân hàm Thượng tướng Quân đội nhân dân Việt Nam.
Ngày 01 tháng 11 năm 2022, ông nghỉ hưu

## Lịch sử thụ phong quân hàm
| Quân hàm | Tập tin:Vietnam People's Army Major General.jpg | Tập tin:Vietnam People's Army Lieutenant General.jpg | Tập tin:Vietnam People's Army Colonel General.jpg |  |  |  |  |  |
| Cấp bậc  | Thiếu tướng                                     | Trung tướng                                          | Thượng tướng                                      |  |  |  |  |  |
|          |                                                 |                                                      |                                                   |  |  |  |  |  |